# Thomas Poppler Isherwood
Thomas Mattias Poppler Isherwood, född den 28 januari 1998 i Stockholm, Sverige, är en svensk professionell fotbollsspelare som spelar för AIK i Allsvenskan.

## Klubblagskarriär
Isherwood inledde karriären för Fruängen. Via AFC United och Brommapojkarna flyttade han som 17-åring till den tyska storklubben Bayern München som ungdomsproffs sommaren 2015. Där fick han börja i klubbens U19-lag. Ett drygt år efter flytten till Tyskland, den 16 juli 2016, gjorde Isherwood sin A-lagsdebut för Bayern München sedan han i halvtid bytts in i en träningsmatch mot Lippstadt. Säsongen 2017/18 gjorde han sex matcher från start och tolv inhopp för Bayern Münchens reservlag i Regionalliga Bayern.
Sommaren 2018 gick Isherwoods kontrakt med Bayern München ut och han gick som Bosman-fall till engelska Bradford City i League One på ett tvåårskontrakt. Den 25 januari 2019 värvades Isherwood av Östersunds FK, där han skrev på ett fyraårskontrakt.
Den 3 januari 2021 värvades Isherwood av tyska Darmstadt 98, där han skrev på ett 3,5-årskontrakt.

### AIK
Isherwood värvades den 26 augusti 2024 av den svenska klubben AIK, där han skrev på ett kontrakt fram till och med den 30 juni 2025.
Isherwood gjorde sin debut för klubben den 25 september 2024 när han från start spelade 84 minuter mot IK Sirius på Studenternas då AIK vann med 1–0.
Han gjorde sitt första mål för klubben den 22 februari 2025 när han med ett skott utanför straffområdet satte bollen i krysset mot Trelleborgs FF i en cup-match på Malmö IP som slutade 1–1.

## Landslagskarriär
Isherwood debuterade för Sveriges U17-landslag den 20 augusti 2013 och gjorde totalt 18 landskamper och två mål för detta landslag. Han debuterade för U19-landslaget den 6 oktober 2015 och för detta landslag spelade han fram till sommaren 2017 16 landskamper och gjorde två mål.

### Webbkällor
- Thomas Poppler Isherwood på Fotbolltransfers
- Thomas Poppler Isherwood på Svenska Fotbollförbundet
- Thomas Poppler Isherwood på Soccerbase (engelska)
- Thomas Poppler Isherwood på Soccerway (engelska)
- Thomas Poppler Isherwood på Transfermarkt (engelska)
- Thomas Poppler Isherwood på Worldfootball.net (engelska)